# Edimilson Ávila
Edimilson Ávila (Maringá, 8 de junho de 1967) é um jornalista, repórter, redator e comentarista brasileiro. Atualmente, é comentarista no RJ1, cargo que ocupa desde 2009.

## Carreira
Nascido em Maringá, Edimilson mesmo antes de estudar e se formar em comunicação social pela UEL em 1990, já atuava como cinegrafista em emissoras no Paraná e gostava da profissão de jornalista por seu pai também ser. Começou oficialmente como repórter aos 23 anos na TV Tropical, afiliada da Rede Bandeirantes em Londrina. Trabalhou como freelancer na TV Coroados, então afiliada da Globo em Londrina. Em 1991, trabalhou como repórter na RBS TV, em Blumenau, onde ficou por 1 ano.
Trabalhou na EPTV Central, em São Carlos, no interior de São Paulo por 1 ano, e na TV Gazeta, em Vitória, no Espírito Santo, também afiliada da Globo, ficando 2 anos.
Foi chamado para trabalhar trabalhar na TV Globo Minas, mas acabou adoecendo por cansaço, ficando um tempo ausente para se recuperar. Após descansar, a TV Gazeta onde já havia trabalhado, o convidou novamente, ficando por 2 anos na emissora.

### Rede Globo
Foi contratado pela Globo em 1995, quando ainda trabalhava na afiliada em Vitória. Ao cobrir férias de um repórter na TV Globo Rio de Janeiro, o diretor de jornalismo da emissora, Evandro Carlos de Andrade, o observou no Bom Dia Rio, gostou de seu trabalho e pediu sua contratação.
Trabalhou como repórter em todos os telejornais da Rede Globo. Em 2000, foi correspondente do Jornal Nacional em São Luís, no Maranhão, na TV Mirante. Ganhou também 3 prêmios CNT (Confederação Nacional do Transporte). Foi um dos criadores do Radar RJ, quadro especializado em mobilidade urbana. Desde 2008, é comentarista da Globo Rio e desde 2009, trabalha no RJTV. Também possui um blog no G1, onde fala sobre os problemas, notícias e oportunidades de emprego na cidade do Rio de Janeiro.

## Trabalhos
| Ano                  | Emissora                | Função                           |
| -------------------- | ----------------------- | -------------------------------- |
| 1990–1991            | TV Tropical             | Repórter                         |
| 1991                 | TV Coroados             | Repórter freelancer              |
| 1991–1992            | RBS TV Blumenau         | Repórter                         |
| 1992                 | EPTV Central            | Repórter                         |
| 1992–1993; 1994–1995 | TV Gazeta Vitória       | Repórter                         |
| 1995–presente        | Rede Globo              | Repórter                         |
| 1995–2000            | TV Globo Rio de Janeiro | Repórter                         |
| 2000–2002            | Rede Mirante            | Repórter e Correspondente        |
| 2003–presente        | TV Globo Rio de Janeiro | Repórter, redator e comentarista |

## Prêmios
| Ano  | Prêmio                                              | Descrição                                                                                      | Notas       |
| ---- | --------------------------------------------------- | ---------------------------------------------------------------------------------------------- | ----------- |
| 2002 | Prêmio CNT de jornalismo                            | Pela matéria " Estradas brasileiras "                                                          | [ 5 ]       |
| 2003 | Prêmio CNT de jornalismo                            | Pela matéria " Rio engarrafado "                                                               | [ 6 ] [ 7 ] |
| 2004 | Prêmio CNT de jornalismo                            | Na categoria de telejornalismo, pela série " Passageiro cidadão ", exibida no RJTV – 2ª Edição | [ 7 ]       |
| 2015 | 32° edição do Prêmio Direitos Humanos de Jornalismo | 1° lugar na categoria " Imagem de Televisão "                                                  | [ 8 ] [ 9 ] |